# Xã Cumberland Valley, Quận Bedford, Pennsylvania
Xã Cumberland Valley (tiếng Anh: Cumberland Valley Township) là một xã thuộc quận Bedford, tiểu bang Pennsylvania, Hoa Kỳ. Năm 2010, dân số của xã này là 1.597 người.